# Roewe RX8

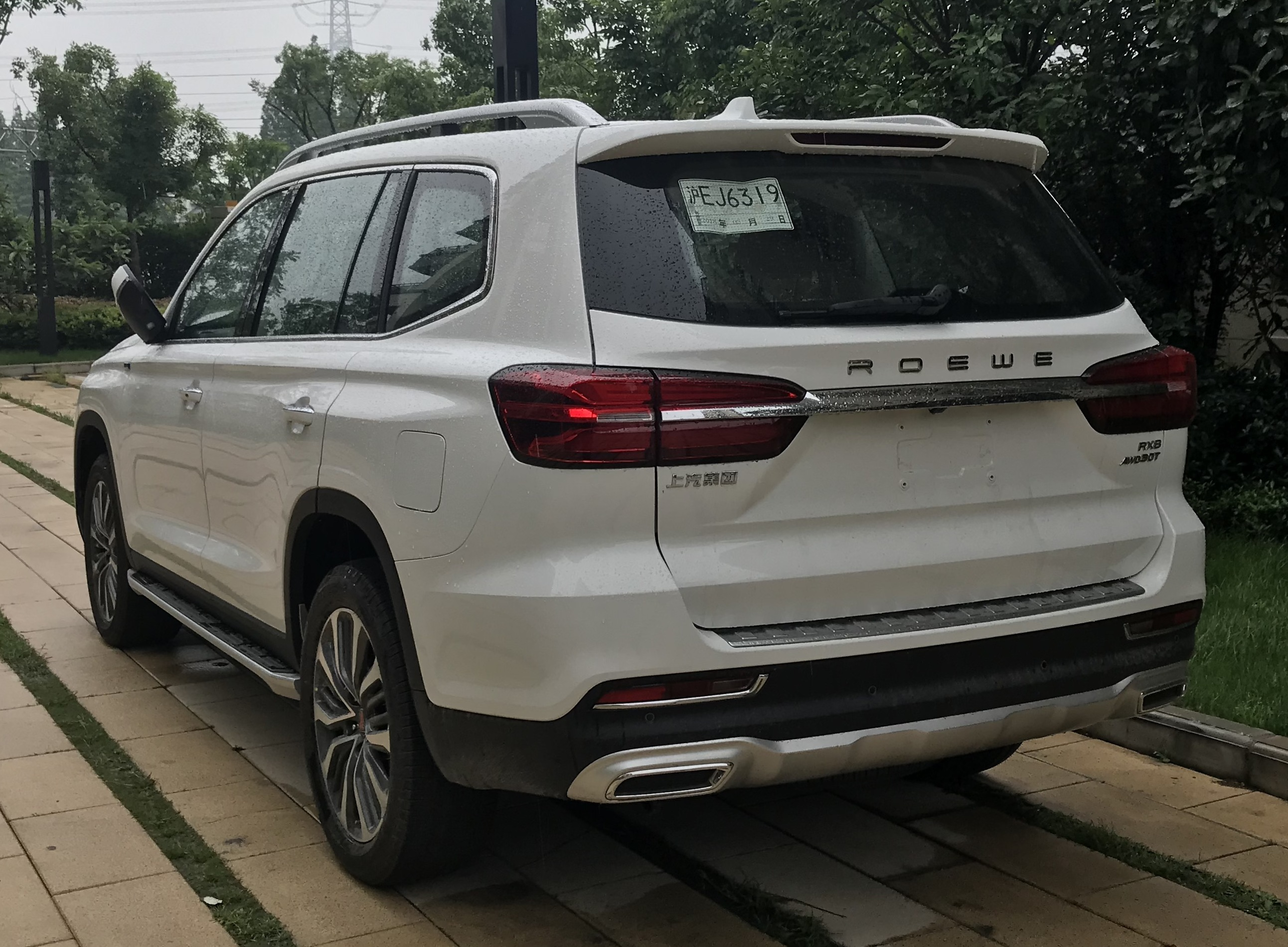
Heckansicht

Der Roewe RX8 ist das größte Sport Utility Vehicle der zum SAIC-Konzern gehörenden chinesischen Automobilmarke Roewe.

## Geschichte
Vorgestellt wurde das Fahrzeug im Januar 2018. Auf dem chinesischen Markt kam es zwei Monate später in den Handel. Die Plattform teilt sich das SUV mit dem 2017 eingeführten Maxus D90. Serienmäßig hat der RX8 fünf Sitzplätze, gegen Aufpreis sind zwei weitere erhältlich.
Außerhalb des chinesischen Heimatmarktes wird das Fahrzeug seit September 2019 im nahen Osten und seit September 2021 in Mexiko als MG RX8 vermarktet. 2023 endete der Verkauf des RX8 in China. Im Dezember 2024 kam die MG-Version in Russland in den Handel.

## Technische Daten
Angetrieben wird der Wagen von einem aufgeladenen Zweiliter-Ottomotor. Er leistete zum Marktstart 165 kW (224 PS). Im Juli 2019 wurde der Motor an die Abgasnorm China VI angepasst. Die Leistung sank auf 163 kW (222 PS). Ein Dieselmotor ist im Gegensatz zum Maxus D90 nicht verfügbar.
|                                             | 30T                        |                            |
| Bauzeitraum                                 | seit 07/2019               | 03/2018–07/2019            |
| Motorkenndaten                              |                            |                            |
| Motortyp                                    | R4-Ottomotor               | R4-Ottomotor               |
| Motoraufladung                              | Turbolader                 | Turbolader                 |
| Hubraum                                     | 1995 cm³                   | 1995 cm³                   |
| max. Leistung bei min−1                     | 163 kW (222 PS) / 5300     | 165 kW (224 PS) / 5500     |
| max. Drehmoment bei min−1                   | 360 Nm / 2000–4000         | 360 Nm / 2000–4000         |
| Kraftübertragung                            |                            |                            |
| Antrieb, serienmäßig                        | Hinterradantrieb           | Hinterradantrieb           |
| Antrieb, optional                           | (Allradantrieb)            | (Allradantrieb)            |
| Getriebe, serienmäßig                       | 6-Stufen-Automatikgetriebe | 6-Stufen-Automatikgetriebe |
| Messwerte                                   |                            |                            |
| Höchstgeschwindigkeit                       | 186 km/h                   | k. A.                      |
| Beschleunigung, 0–100 km/h                  | 9,1 s                      | 9,1 s                      |
| Kraftstoffverbrauch auf 100 km (kombiniert) | 9,2 l Super (9,9 l Super)  | 9,1 l Super (9,9 l Super)  |
| Tankinhalt                                  | 68 l                       | 70 l                       |
| Abgasnorm                                   | China VI                   | China V                    |

* Werte in runden Klammern gelten für Modelle mit optionalem Antrieb.